# Rădăești (okręg Vaslui)
Rădăești – wieś w Rumunii, w okręgu Vaslui, w gminie Bogdănița. W 2011 roku liczyła 109 mieszkańców.